# Monster on the Campus
Monster on the Campus is een Amerikaanse horrorfilm uit 1958 onder regie van Jack Arnold. In Nederland werd de film destijds uitgebracht onder de titel Het beest in de nacht.

## Verhaal
Professor Donald Blake doet onderzoek op een nieuw ontdekte vissoort in het lab van de universiteit. Gedurende zijn onderzoekingswerk wordt hij blootgesteld aan het bloed van de vis. Hij verandert in een moordzuchtig wezen, dat de hele universiteitscampus in een houdgreep houdt.

## Rolverdeling
| Acteur             | Personage                |
| ------------------ | ------------------------ |
| Arthur Franz       | Professor Donald Blake   |
| Joanna Moore       | Madeline Howard          |
| Judson Pratt       | Luitenant Mike Stevens   |
| Nancy Walters      | Sylvia Lockwood          |
| Troy Donahue       | Jimmy Flanders           |
| Phil Harvey        | Sergeant Powell          |
| Helen Westcott     | Zuster Molly Riordan     |
| Alexander Lockwood | Professor Gilbert Howard |
| Whit Bissell       | Dokter Oliver Cole       |
| Ross Elliott       | Sergeant Eddie Daniels   |